# Llutxent
Llutxent település Spanyolországban, Valencia tartományban. Llutxent Gandia, Ador, Aielo de Rugat, Almiserà és Rótova községekkel határos. Lakosainak száma 2335 fő (2024).

## Népesség
A település népessége az utóbbi években az alábbiak szerint változott:
| Lakosok száma | 2416 | 2512 | 2571 | 2588 | 2508 | 2452 | 2367 | 2345 | 2318 | 2335 |
|               | 2001 | 2004 | 2007 | 2009 | 2012 | 2014 | 2017 | 2019 | 2022 | 2024 |